# Павловський Сергій Анатолійович
Сергі́й Анато́лійович Павло́вський — український громадський діяч, вчений, лікар, педагог. Директор Науково-дослідного інституту соціально-економічного розвитку міста. Голова Асоціації інститутів та агенцій розвитку міст України.

## Біографія
Народився 16 серпня 1989 року в Києві.
Закінчив Український медичний ліцей Національного медичного університету ім. Богомольця. Навчався в інтернатурі за спеціальністю «сімейна медицина», працював асистентом кафедри анатомії людини НМУ ім. Богомольця. Навчався в клінічній ординатурі на кафедрі внутрішніх хвороб стоматологічного факультету, а також працював асистентом цієї кафедри.
З лютого 2017 року — заступник декана ФПЛ ЗСУ НМУ ім. Богомольця.
З листопада 2018 року — начальник науково-дослідного частини, а з березня 2019 року — заступник ректора з науково-педагогічної діяльності НМУ ім. Богомольця.
З травня 2020 по липень 2023 року — голова Святошинської районної адміністрації в Києві.
З серпня 2023 року — директор Комунальної установи «Науково-дослідний інститут соціально-економічного розвитку міста».
Автор понад 40 наукових праць.

## Сім'я
- Батько — Павловський Анатолій Сергійович, полковник міліції.
- Мати — Павловська Олена Михайлівна, економіст.
- Одружений, має доньку.

- Науковці України
- ПолітХаб

| Володимир Вернадський | Це незавершена стаття про українського науковця. Ви можете допомогти проєкту, виправивши або дописавши її. |